# Helluomorpha
Helluomorpha is een geslacht van kevers uit de familie van de loopkevers (Carabidae). De wetenschappelijke naam van het geslacht is voor het eerst geldig gepubliceerd in 1834 door Castelnau.

## Soorten
Het geslacht Helluomorpha omvat de volgende soorten:
- Helluomorpha araujoi Reichardt, 1974
- Helluomorpha eulinae Reichardt, 1974
- Helluomorpha heros (Gory, 1833)
- Helluomorpha macroptera Chaudoir, 1850